# Třída Rhön (typ 704)
Třída Rhön (typ 704) je třída tankerů německého námořnictva. Celkem byly postaveny dvě jednotky této třídy.

## Stavba
Celkem byly postaveny dvě jednotky této třídy, které byly přijaty do služby roku 1977.
Jednotky třídy Rhön:
| Jméno             | Spuštěna | Vstup do služby | Status  |
| ----------------- | -------- | --------------- | ------- |
| Rhön (A 1442)     |          | 1977            | aktivní |
| Spessart (A 1443) |          | 1977            | aktivní |

## Konstrukce
Kapacita tankeru činí 11 500 m³. Pohonný systém tvoří jeden diesel o výkonu 5880 kW. Nejvyšší rychlost dosahuje 16 uzlů.